# Ermita de Nuestra Señora del Amparo (Cumbres Mayores)
La ermita de Nuestra Señora del Amparo de Cumbres Mayores (provincia de Huelva, España) fue construida en honor de san Sebastián, como agradecimiento por haber librado al pueblo de una epidemia, en el siglo XIV. En ella se da culto al titular hasta que en 1736 se traslada a esta ermita la Hermandad de Nuestra Señora del Amparo, la cual había sido fundada en la ermita de Nuestra Señora de la Esperanza por bula del papa Clemente X.
Conserva su estilo románico-ojival en la portada principal y en el presbiterio.
La imagen de la Virgen, titular de la ermita, es una obra anónima de la Escuela Sevillana, imagen de candelero para vestir, de finales del siglo XVI.
Celebra su fiesta principal el 8 de septiembre. En el siglo XVIII solía acompañar los actos religiosos con otros profanos, con músicas, comedias, fuegos artificiales y la lidia de un toro.
Además de la talla titular, debemos destacar en el patrimonio de la ermita la imagen de la Virgen de la Consolación. Es una escultura de talla completa del primer cuarto del siglo XVII, atribuida a Juan de Mesa. Procede del desaparecido Convento de Santa Clara.
La ermita con una imagen de San Sebastián de estilo gótico, de los siglos XIV o XV. Es el primitivo titular de la ermita, levantada como agradecimiento al santo por haber librado a la localidad de una epidemia.